# Zespół Alporta
Zespół Alporta (ang. Alport syndrome, łac. sydroma Alport) – uwarunkowane genetycznie, postępujące schorzenie nerek, charakteryzujące się hematurią, często skojarzoną z neurogenną głuchotą i zmianami w obrębie narządu wzroku. Opisany w 1927 przez Cecila Alporta.

## Dziedziczenie
Choroba może być dziedziczona w sposób dominujący w sprzężeniu z chromosomem X i w sposób autosomalny recesywny. Dyskusyjnym jest, czy istnieje dziedziczenie tej choroby w sposób autosomalny dominujący. Możliwe, że to, co było uważane za autosomalną dominującą formę zespołu Alporta, jest w istocie zespołem Epsteina lub Fechtnera (nefropatia i głuchota połączone z anomaliami hematologicznymi).
Dziedziczna nefropatia spowodowana zaburzeniami syntezy łańcuchów alfa kolagenu typu IV.

## Podstawy molekularne
Zlokalizowano kilka genów, których mutacja powoduje zespół Alporta. Są to:
- COL4A5 (locus Xq22.3) – koduje łańcuch alfa-5 kolagenu błony podstawnej (kolagen typu IV), jego mutacja jest najczęstszą przyczyną zespołu Alporta;
- COL4A3 (locus 2q36-q37) – koduje łańcuch  alfa-3 kolagenu błony podstawnej;
- COL4A4 (locus 2q36-q37) – koduje łańcuch alfa-4 kolagenu błony podstawnej;
- COL4A6 (locus Xq22.3) – ocenia się, że mutacje tego genu przypuszczalnie odpowiadają za 50% przypadków zespołu Alporta sprzężonego z X, w których nie znaleziono mutacji w genie COL4A5; mutacja tego genu występuje u pacjentów z zespołem Alporta połączonym z rozsianą mięśniakowatością.

Znana jest sekwencja nukleotydowa tych genów. W 1994 Lemmink i wsp. donosili o sześciu mutacjach w genie COL4A3, zaznaczając, że tylko kilku pacjentów i mała część genu zostały przebadane. We wszystkich sześciu przypadkach mutacja powodowała przedwczesną terminację syntezy łańcucha polipeptydowego. Pierwsze 2 mutacje wykryte w genie COL4A4 przez Mochizukiego i wsp. to mutacja typu nonsense i substytucja Gly. Boye i wsp. w 1998 wykryli 10 mutacji genu COL4A4 u ośmiu pacjentów ze zdiagnozowanym recesywnym zespołem Alporta.

## Rozpoznanie
Ze względu na dużą heterogenność w zespole Alporta diagnostykę przeprowadzić można z zastosowaniem wielu technik. Właściwą wydaje się tutaj diagnostyka oparta na markerach zmutowanych genów. W badaniach naukowych mutacje  wykrywano metodą Southern blotting. Mutacje punktowe wykrywać można przy użyciu RFLP, zaś większe zmiany za pomocą FISH z zastosowaniem sond specyficznych względem genów COL4A3, COL4A4 i COL4A5. Celem dokładnego stwierdzenia, jakiego typu mutacja powoduje dany przypadek zespołu Alporta, można sekwencjonować wyżej wymienione geny, niemniej metoda ta, m.in. ze względu na koszty, stosowana jest głównie w badaniach naukowych. Ze względu na stosunkowo rzadką obecność dużych zmian w genach, prążkowanie G czy HRB może być przydatne tylko w niewielu przypadkach.
Rozpoznanie choroby potwierdzić można:
- metodami immunohistochemicznymi (używając przeciwciał skierowanych przeciwko epitopom charakterystycznym dla produktów genów COL4A3, COL4A4, COL4A5);
- badaniami ultrastrukturalnymi bioptatów nerki (bazując głównie na zmianach w obrębie GBM) (podkreślić należy, że nie wszystkie materiały z biopsji pochodzące od pacjentów z zespołem Alporta wykazują takie zmiany).

Najprostszą metodą typowania nosicieli wydaje się typowanie oparte na markerach zmutowanych genów.

## Objawy i przebieg
Zespół Alporta objawia się:
- krwinkomoczem lub białkomoczem, często też obecnością w moczu różnego rodzaju wałeczków i leukocyturią
- nawracającymi epizodami krwiomoczu makroskopowego, bólu głowy lub obrzęku twarzy, który towarzyszy chorobom infekcyjnym wieku dziecięcego czy zwykłym przeziębieniom we wczesnym dzieciństwie; te objawy mogą niemal zniknąć, lecz powracają, wyraźniejsze, podczas kolejnych infekcji
- silniej lub słabiej zaznaczonym nadciśnieniem
- stopniową obustronną neurogenną głuchotą (30-50% przypadków), nieobecną w okresie niemowlęctwa, ale pojawiającą się najpóźniej około 30. roku życia; początkowo głuchota dotyczy wyższych tonów
- zmianami ocznymi: zaćmą tylną podtorebkową, stożkowatością przednią soczewki, kulistością soczewki, oczopląsem, barwnikowym zwyrodnieniem siatkówki, ślepotą; takie objawy są rzadsze niż głuchota (15% przypadków);
- szerokiego zakresu anomaliami ultrastrukturalnymi GBM (błony podstawnej kłębuszków)
- częściowym lub całkowitym brakiem epitopu Alporta w GBM, błonie podstawnej naskórka lub w obydwu, widocznym w badaniach immunohistochemicznych
- polineuropatią.

Ponieważ najczęstszą jest postać zespołu Alporta dziedziczonego w sprzężeniu z chromosomem X, objawy nefropatii zwykle silniej manifestują się u mężczyzn (kobiety mogą chorować bezobjawowo). Mężczyźni wcześniej zaczynają cierpieć na hematurię i przeważnie to u nich dochodzi do schyłkowej niewydolności nerek (ESRD, w zespole Alporta dorosłych zwykle ok. 50. roku życia, w postaci młodzieńczej przed 31. rokiem życia).

## Choroby współistniejące
Z zespołem Alporta mogą współistnieć:
- makrotrombocytopenia – w zespole Epsteina (EPTS, locus 22q11.2);
- makrotrombocytopenia i wtręty leukocytarne podobne do ciałek Dohle’a (Dohle body-like leukocyte; inclusion) – w zespole Fechtnera (FTNS, locus 22q11.2);
- lejomiomatoza rozsiana przełyku (sporadycznie rozciągająca się na żołądek), tchawicy i oskrzeli, żeńskich dróg rodnych, zwieraczy odbytu – w DL-ATS (diffuse leiomyomatosis with Alport syndrome); do choroby dochodzi, gdy delecja oprócz genu COL4A5 obejmuje również gen COL4A6;
- opóźnienie rozwoju umysłowego, cechy dysmorficzne twarzy, owalocytoza – w zespole AMME (Alport syndrome, mental retardation, midface hypoplasia, ellyptocytosis), związanym z delecją submikroskopową obejmującą gen COL4A5.

## Diagnostyka różnicowa
Zespół Alporta należy różnicować z:
- zespołem BOR (branchio-oto-renal syndrome, najczęściej locus 8q13.3);
- zespołem AORF (adult-onset renal failure, locus 1q21);
- łagodną rodzinną hematurią (benign familial haematuria, TMN – thin membrane nephropathy).